# 日本微生物生態学会
日本微生物生態学会（にほんびせいぶつせいたいがっかい、英語: Japanese Society of Microbial Ecology、略称:JSME）は、微生物生態学その関連分野の学会である。

## 概要
1985年9月30日より発足した。微生物生態学の進歩発展ならびにその応用・普及に寄与することを目的とする。微生物生態研究会を前身とする。会員数は約1,000名、賛助会員は12団体（2017年）。
毎年9-10月に行われる年会を開催しているほか、定期刊行物としてMicrobes and Environments (英文の論文雑誌：年4回発行)と日本微生物生態学会和文誌（年2回発行）を発行している。英文誌は2008年からThomson Scientific社のWeb of Scienceの収録雑誌に採択されている。